# Nokia 3200
Nokia 3200 – telefon komórkowy produkowany przez firmę Nokia działający w sieci GSM 900, 1800, 1900.

## Dane techniczne

### Wyświetlacz
- Wyświetlacz CSTN
- 4 tysiące kolorów
- 128x128 pikseli

### Pamięć
- około 1 MB

### Sieci
- 900 GSM
- 1800 GSM
- 1900 GSM

### Wymiary
- 107 x 45 x 21 mm

### Masa
- 95 gramów

### Czas czuwania (maksymalny)
- 270 godzin

### Czas rozmowy (maksymalny)
- 4 godziny

## Dodatkowe
- port podczerwieni (IrDA)
- wysyłanie i odbiór wiadomości multimedialnych (MMS)
- obsługa aplikacji JAVA
- Latarka
- Radio FM